# La Puebla de Montalbán
La Puebla de Montalbán è un comune spagnolo di 8 063 abitanti situato nella comunità autonoma di Castiglia-La Mancia.